# Cameron Oluyitan
Cameron Oluyitan (Sugar Land, 1 de enero de 1994) es un jugador de baloncesto estadounidense con pasaporte nigeriano que mide 2,03 metros y actualmente juega de escolta en el Póvoa de la Liga Portuguesa de Basquetebol.. 

## Trayectoria
Cameron comenzó su carrera universitaria en el Community College de Gillette College en la temporada 2015-2016 y al año siguiente firmó por los Boise State Broncos con el que jugaría la División I de la NCAA. Tras una temporada en blanco, jugó durante dos temporadas con los Southern Utah Thunderbirds, graduándose en la temporada 2019-20 en la que disputó los 32 encuentros de temporada regular, todos ellos como titular, apareciendo en cancha una media de 33,2 minutos por partido. Ese tiempo de juego le permitió promediar 13,34 puntos, 4,44 rebotes, 1,81 asistencias y 1,22 robos de balón.
Tras no ser drafteado en 2020, el 14 de octubre de 2020 se confirma su fichaje por el Oviedo Club Baloncesto de la Liga LEB Oro para disputar la temporada 2020/21, en la que participa en 26 encuentros con promedios de 6.2 puntos y 2 rebotes.
El 6 de septiembre de 2021, firma por el Umeå BSKT de la Basketligan.